# Aplocheilichthys hutereaui
Aplocheilichthys hutereaui là một loài cá thuộc họ Poeciliidae. Chúng được tìm thấy ở Angola, Botswana, Cộng hòa Congo, Malawi, Mozambique, và Zambia. Môi trường sống tự nhiên của nó là các con sông.